# Flybe (2021-3)
Flybe (pronunciado  /ˈflaɪˌbiː/ ), estilizado como flybe, era una aerolínea regional británica con sede en el aeropuerto de Birmingham, Inglaterra. Comenzó sus operaciones en 2022, pero el 28 de enero de 2023 cesó su actividad y canceló todos sus vuelos. 

## Historia

### Predecesor
La aerolínea remonta su historia a Jersey European Airways, que empezó sus operaciones el 1 de noviembre de 1979 con el nombre de Jersey European Airways, al adquirir las operaciones de Intra Airways. En 1983 fue adquirida por el Grupo Walker Steel que ya poseía la aerolínea Spacegrand Aviation con base en Blackpool. Inicialmente las dos aerolíneas operaron separadamente, con gerencia parcialmente compartida, hasta 1985, cuando se unieron bajo el nombre Jersey European Airways. La empresa pasó a llamarse British European en 2000 y Flybe en 2002. En noviembre de 2006, Flybe compró BA Connect, convirtiéndose así en la aerolínea regional más grande de Europa. El 5 de marzo de 2020, esta primera aerolínea llamada Flybe cesó todas las operaciones.

### Relanzamiento
El 19 de octubre de 2020, surgieron informes de que Lucien Farrell, a cargo de la oficina europea del ex accionista Cyrus Capital, había formado una nueva empresa, Thyme Opco, para comprar la marca Flybe y relanzar la aerolínea, sujeto a aprobaciones regulatorias. El nuevo propietario planeó "comenzar poco a poco y restaurar la conectividad regional en el Reino Unido" a partir de 2021. El 1 de diciembre de 2020, Thyme Opco solicitó una licencia de operación en el Reino Unido.
El 26 de octubre de 2021, la nueva Flybe confirmó que había designado a David Pflieger como su director ejecutivo. En noviembre de 2021, la aerolínea anunció que había elegido el aeropuerto de Birmingham como su nueva base, con operaciones programadas para comenzar a principios de 2022 en "regiones clave del Reino Unido y la UE".
El 16 de marzo de 2022, Flybe anunció que la ciudad de Belfast sería la segunda base de operaciones de la aerolínea. El primer vuelo fue entre Birmingham y Belfast el 13 de abril de 2022. La empresa tenía el objetivo de operar hasta 530 vuelos por semana en 23 rutas, utilizando una flota de hasta 32 aviones Q400.

### Cese
El 28 de enero de 2023 se nombraron administradores y la aerolínea cesó todas sus operaciones. Se cancelaron los vuelos de unos 75.000 pasajeros, incluidos unos 2.500 que debían volar ese día. De los 321 empleados de Flybe en ese momento, 277 fueron declarados despedidos. En respuesta, los competidores easyJet y Ryanair animaron al personal despedido a solicitar puestos de trabajo en sus empresas.

## Antiguos destinos
FlyBe operó vuelos a los siguientes destinos en su corta existencia:
| Países       | Destinos    | Aeropuertos                                    | Notas      |
| ------------ | ----------- | ---------------------------------------------- | ---------- |
| Francia      | Aviñón      | Aeropuerto de Aviñón-Provenza                  | Estacional |
| Francia      | Brest       | Aeropuerto de Brest-Bretagne                   | Estacional |
| Francia      | Toulon      | Aeropuerto de Toulon-Hyères                    |            |
| Países Bajos | Ámsterdam   | Aeropuerto de Ámsterdam-Schiphol               |            |
| Reino Unido  | Belfast     | Aeropuerto de la Ciudad de Belfast George Best | HUB        |
| Reino Unido  | Birmingham  | Aeropuerto de Birmingham                       | HUB        |
| Reino Unido  | Edimburgo   | Aeropuerto de Edimburgo                        |            |
| Reino Unido  | Glasgow     | Aeropuerto Internacional de Glasgow            |            |
| Reino Unido  | Leeds       | Aeropuerto de Leeds Bradford                   |            |
| Reino Unido  | Londres     | Aeropuerto de Londres-Heathrow                 |            |
| Reino Unido  | Mánchester  | Aeropuerto de Mánchester                       |            |
| Reino Unido  | Newcastle   | Aeropuerto de Newcastle                        |            |
| Reino Unido  | Newquay     | Aeropuerto de Newquay                          |            |
| Reino Unido  | Nottingham  | Aeropuerto de East Midlands                    |            |
| Reino Unido  | Southampton | Aeropuerto de Southampton                      |            |
| Suiza        | Ginebra     | Aeropuerto Internacional de Ginebra            | Estacional |

## Flota histórica
Antes de ingresar a la administración, la flota de Flybe constaba de los siguientes aviones. Se esperaba que Flybe se expandiera a un total de 32 aviones. Nordic Aviation Capital esperaba arrendar 12 aviones a Flybe, y Aergo Capital debía suministrar otros cinco.
| Aeronaves                       | Total | Introducido | Retirado | Matrículas                                                              |
| ------------------------------- | ----- | ----------- | -------- | ----------------------------------------------------------------------- |
| De Havilland Canada Dash 8 Q400 | 9     | 2021        | 2023     | G-CLXC, G-JECX, G-JECY, G-ECOE, G-ECOR, G-FLBA, G-FLBB, G-EXTB y G-EXTA |
| Embraer E-175                   | 1     | 2022        | 2022     | SX-ASK                                                                  |